# Лейбович, Гирш

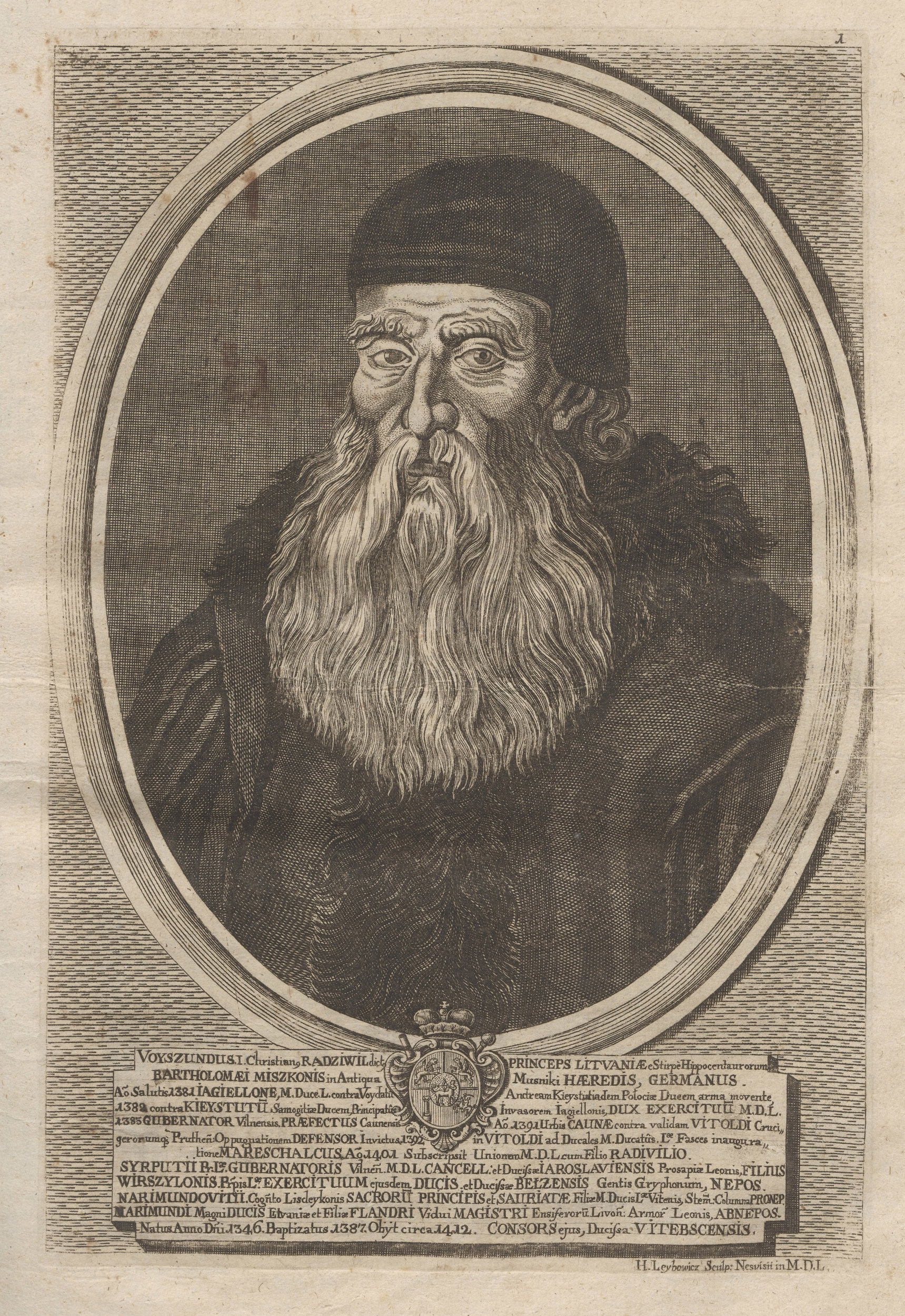
Портрет Войшунда работы Гирша Лейбовича

Гирш Лейбо́вич (пол. Hirsz Leybowicz, Гершка, Гершак, Гиршак; ум. после 1786) ― художник-гравёр князей Радзивиллов. Согласно Ольге Баженовой, в «Словаре польских граверов» (1874) Ю. Колачковский неверно приводит даты его жизни как 1700—1770, а также неверно указывает в качестве его места жительства Несвиж.

## Биография
Работал на князей Радзивиллов, вероятно, в Мире, куда прибыл из города Сокаля с отцом Лейбой Жискеловичем, который также был гравёром. 16 октября 1747 года Гирш с отцом подписали конкракт с Михаилом Казимиром Радзивиллом «Рыбонькой» на создание галереи из 90 портретов рода Радзивиллов, которую закончили к 1756 году. Кроме того, в 1754—1756 годах они выполнили ещё 15 портретов. Работы Лейбовча вошли в альбом из 165 гравюр на меди «Icones familiae ducalis Radivilliane», изданный в Несвиже в 1758 году. Непосредственно подпись Гирша имеют первый и последний портреты: основателя рода Радзивиллов Вайшунда и Кароля Станислава Радзивилла «Пане Коханку». Лейбович выполнял только гравюры по уже созданным портретным изображениям, подписываясь при этом как Sculp (скульпит), то есть резчик. В контракте от 16 октября 1747 года он назван «коперштыхом», как называли резчиков по металлу, в том числе и меди.
Согласно Ольге Баженовой, содержащееся в работе E. Иванейко о гравёре Иеремиасе Фальке предположение, что Гирш Лейбович был ещё и шинкарём, является безосновательным. 23 декабря 1748 года в Несвиже Гирш женился на дочери несвижского ювелира и шлифовальщика камней Шейне-Либе.
К работам Гирша Лейбовича относится офорт «Катафалк княгини Анны Радзивилл» — воспроизведение мастером посредством гравюры на меди катафалка и временной архитектурной декорации похоронной церемонии княгини Анны Радзивилл, выполненных по проекту архитектора Маурицио Педетти, а также иллюстрации к книге погребальных речей на смерть Анны (Вильна, 1750).
Лейбовичем было выполнено три варианта экслибриса Радзивилоов для их Несвижской библиотеки, герб Радзивиллов в книге «Статьи военные» (Несвиж, 1745), карта литовской провинции бернардинцев с изображением монастырей и святых Бернардина и Казимира, а также декорирование саркофагов в крипте костёла иезуитов в Несвиже. Саркофаги, сделанными из дерева, были обиты медными гравированными украшениями и снабжены надписями на медных досках.